# Apache Trail (Arizona)
Pour les articles homonymes, voir Apache Trail.
L'Apache Trail est une route américaine de l'État de l'Arizona qui relie la ville d'Apache Junction (dans la banlieue est de Phoenix), au Lac Theodore Roosevelt, à travers les Monts de la Superstition. 
Elle porte aussi le nom d'Arizona State Route 88.

## Toponymie
Le nom d'Apache Trail provient de la tribu amérindienne des Apaches qui peuplait autrefois la région.

## Description
La route relie Apache Junction à la jonction avec la route 188, à hauteur du Barrage Roosevelt, sur le lac du même nom. Elle longe les lacs Canyon Lake et Apache Lake et ne traverse qu'un petit hameau touristique des quelques bâtiments : Tortilla Flat. Elle coupe également la forêt nationale de Tonto.
Elle s'étend sur 40 miles (64 km) à travers le désert et la montagne et une bonne partie de son tracé est une piste non goudronnée, difficilement praticable sans véhicule tout terrain.

## Curiosités
- Apache Lake
- Barrage Roosevelt
- Canyon Lake
- Goldfield Ghost Town
- Lac Theodore Roosevelt
- Lost Dutchman State Park
- Tonto National Monument